# José Velásquez
José Manuel Velásquez Castillo (Lima, 4 giugno 1954) è un ex calciatore peruviano.

## Carriera
Centrocampista che ha giocato in Perù, Colombia, Spagna ed  Canada.
Con la Nazionale peruviana prese parte al campionato del mondo 1978 e al campionato del mondo 1982 e conquistò la Coppa America 1975.

## Palmarès

### Club

#### Competizioni nazionali
- Campionato interregionale: 2

Alianza Lima: 1971, 1978
- Campionato peruviano: 3

Alianza Lima: 1975, 1977, 1978

### Nazionale
- Copa America: 1

1975